# 布達佩斯科技經濟大學
布達佩斯科技經濟大學（匈牙利語：Budapesti Műszaki és Gazdaságtudományi Egyetem，簡稱）是一所匈牙利最為重要的理工大學，該校同時還是歐洲大學協會和國際大學協會的會員。

## 歷史
匈牙利布達佩斯技術與經濟大學有兩百多年建校歷史，設立於1782年，在匈牙利全國及歐洲享有極高聲譽，並以扎實以及優質的教育品質著稱，在該校的歷史中一共培育了4位諾貝爾獎得主。布達佩斯科技經濟大學除了是歐洲最為古老的理工學院之外，同時也是全世界歷史最為悠久的理工學校，它的第一個校區建於1892年，坐落在美麗的多瑙河岸邊，1987年被聯合國教科文組織認定為世界遺產。
該校同時還是歐洲大學協會(EAU)和國際大學協會(IAU)的會員，是中歐歷史上非常具有歷史意義和代表性的公立綜合大學。該校有著驕人的學術成就，為數不少的畢業生有著世界級的成就。

## 院系
目前該大學有8個學院

### 土木工程學院
- 土木工程

### 機械工程學院
- 機械工業
- 機電一體化工程
- 能源工程
- 工業設計工程
- 工業指揮工程

### 建築學院
- 建築

### 化學技術與生物技術學院
- 化學工程
- 生化工程
- 環境工程

### 電氣工程與信息學院
- 電氣工程
- 工程信息技術

### 交通工程與車輛工程學院
- 交通工程
- 車輛工程
- 物流工程

### 自然科學系
- 數學
- 物理

### 經濟與社會科學學院
- 技術
  - 工程管理
  - 技術教育
- 經濟
  - 應用經濟學
  - 業務及管理
  - 國際業務
- 社會
  - 傳播和媒體研究

## 著名校友

### 諾貝爾獎得主
- 加博尔·德奈什，1971年諾貝爾物理學獎得主
- 乔治·安德鲁·欧拉，1994年諾貝爾化學獎得主
- 尤金·维格纳，1963年諾貝爾物理學獎得主

### 其他
- 鲁比克·艾尔诺，魔方等智力玩具的發明者
- 奥劳托·安德拉斯，工程師，網絡迷因 "Hide the pain Harold" 的主角

## 画廊

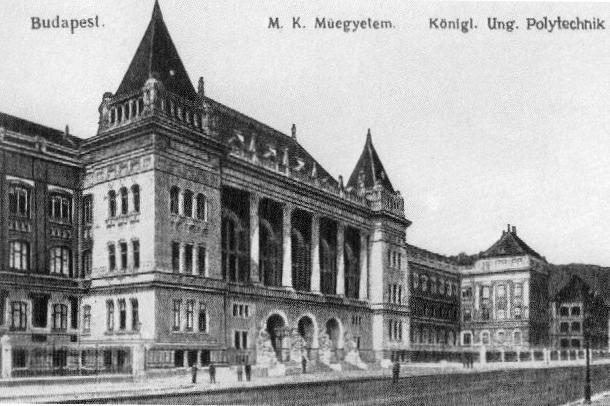
1909年的大学
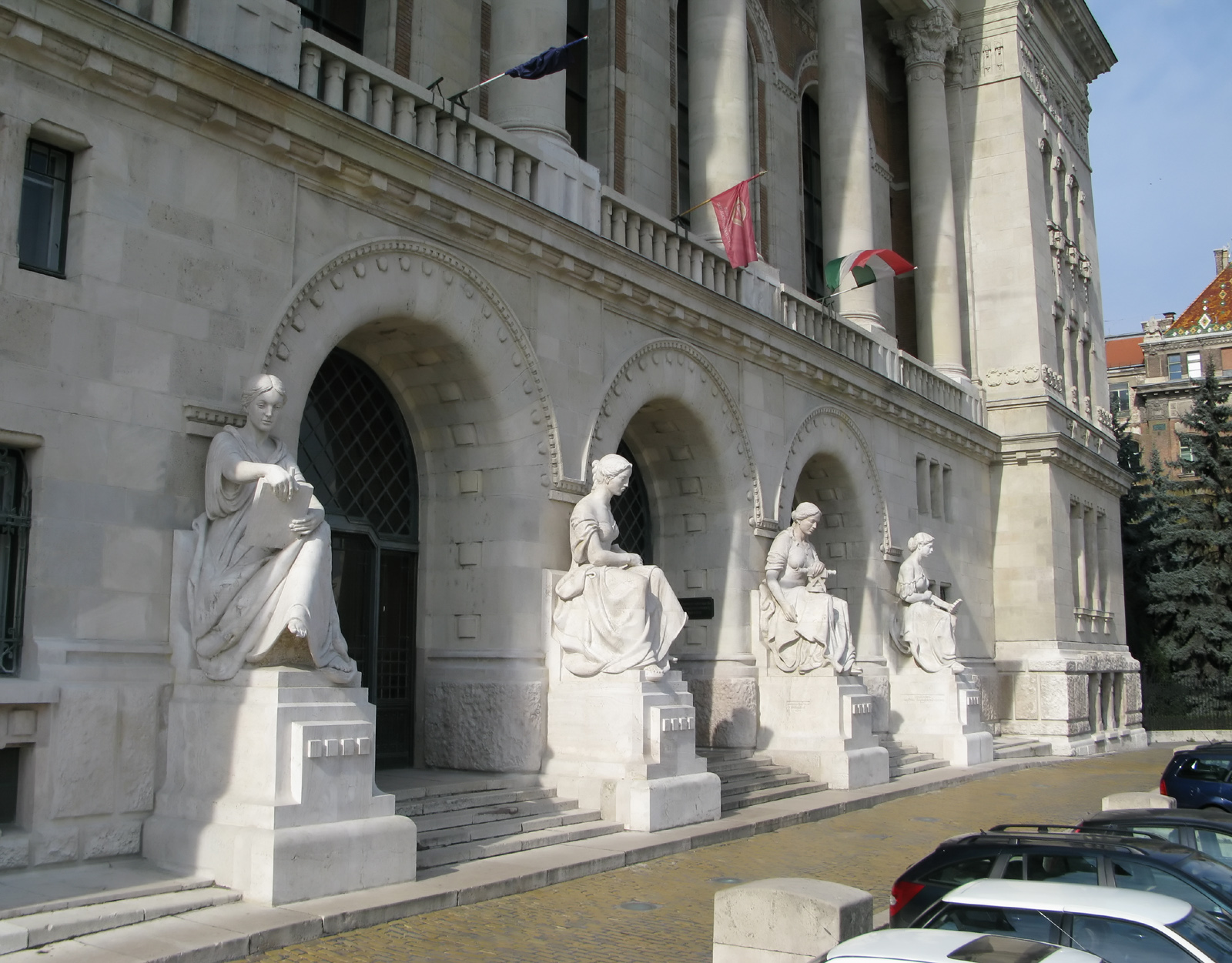
"K" 建筑入口
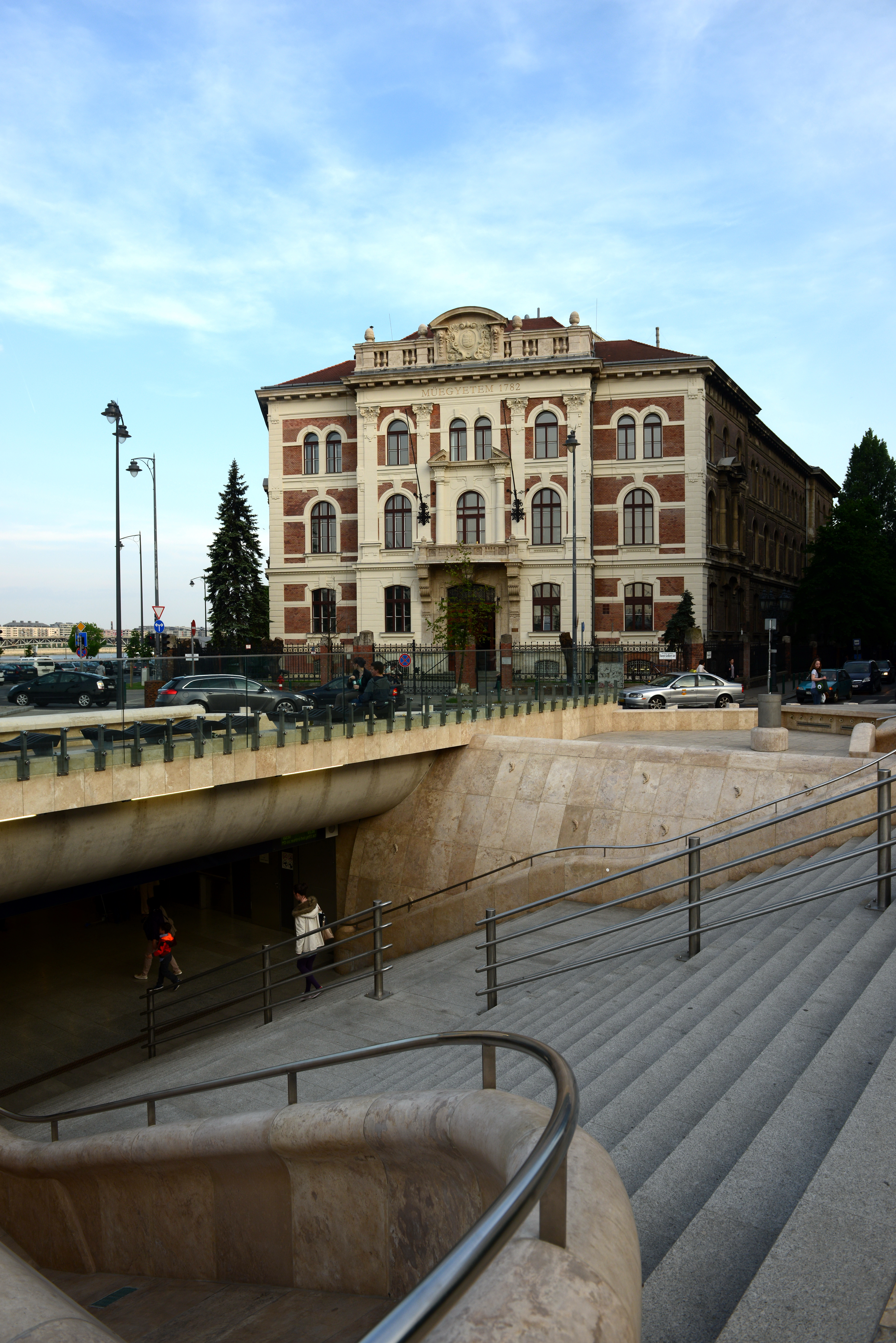
"Ch" 建筑
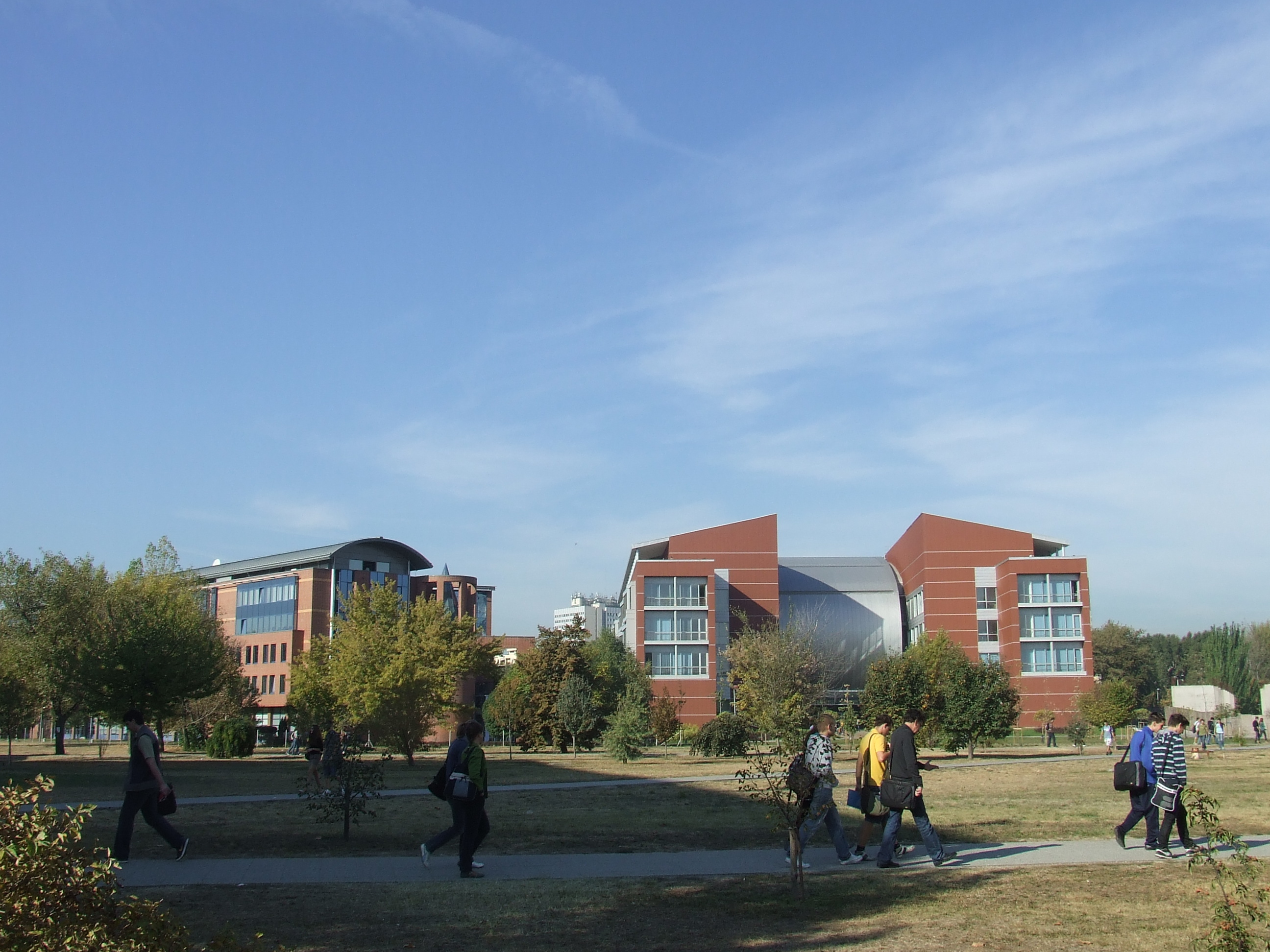
"I" and "Q" 建筑

## 外部連結
- 官方网站